# Būšāsp
Būšāsp est le démon féminin de la paresse dans le zoroastrisme. Par la faute de son poison les fidèles dorment et ratent l'heure des prières. Elle est décrite comme ayant de longues mains, qui lui permettent d'atteindre tout le monde. Elle met hors de portée la réflexion bien pensée, les mots bien choisis et l'action bien accomplie. Elle est la personnification du défaitisme et de la procrastination.